# Акра (Иерусалим)

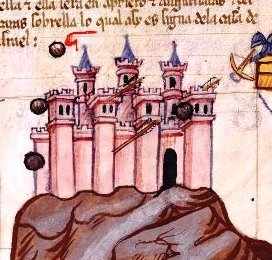
Акра на миниатюре в средневековом манускрипте

А́кра (ивр. חקרא‎ или חקרה, арам. Хакра, от др.-греч. Ἄκρα, «высокое, укреплённое место») — крепость в Иерусалиме, построенная Антиохом Эпифаном, правителем государства Селевкидов, после разграбления города в 168 году до н. э. Крепость сыграла значительную роль в событиях вокруг восстания Маккавеев и формирования Хасмонейского царства. Она была уничтожена Симоном Маккавеем во время этой борьбы.
Ранее была распространена точка зрения, что это «название одного из кварталов древнего Иерусалима, так называемого Нижнего города, окружавшего Верхний город (собственно Сион) полукругом с юга, что это та самая „крепость Сиона“, которую построил царь Давид и назвал её градом Давида».
Точное местоположение Акры, важное для изучения эллинистического Иерусалима, было предметом длительных дискуссий. Историки и археологи предлагали различные места в Иерусалиме, полагаясь главным образом на выводы, сделанные из нарративных источников. Дискуссия перешла на другой уровень в конце 1960-х годов в связи с началом археологических раскопок. Новые открытия вызвали переоценку древних литературных источников, географии Иерусалима и ранее обнаруженных артефактов. Йорам Цафрир интерпретировал группу строений в юго-восточном углу платформы Храмовой горы как ключ к возможному положению Акры. Во время раскопок 1968—1978 годов в районе, прилегающем к южному склону горы, были обнаружены элементы, которые, возможно, были связаны с Акрой, включая комнаты в казарме и огромную цистерну. В ноябре 2015 года Управление древностей Израиля объявило о возможном обнаружении Акры в другом месте, к юго-западу от Храмовой горы и к северо-западу от города Давида.

## История

### Предпосылки строительства

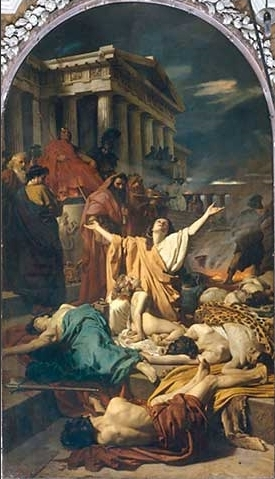
Антонио Сизири
Мученичество Маккавеев (1863).
Женщина воздевает руки к небу над мёртвыми телами, лежащими на ступенях храма. Антиох изображён сидящим на троне

После смерти Александра Македонского в 323 году до н. э. территорию Иудеи оспаривали Птолемей, правивший в Египте, и Селевк, обосновавшийся в Сирии и Месопотамии. Победа императора Антиоха III над Птолемеями в 200 году до н. э. в битве у Панеона привела Иудею под контроль Селевкидов. Еврейское население Иерусалима помогало Антиоху во время его осады Бариса, укреплённой базы египетского гарнизона Иерусалима. Их поддержка была вознаграждена уставом, утверждавшим еврейскую религиозную автономию, в том числе запрет иностранцам и нечистым животным находиться в Храме, а также выделением официальных средств для совершения религиозных обрядов в Храме. Несмотря на то, что им дали свободу отправлять свой культ, многие евреи переняли элементы греческого образа жизни. Имперская культура предлагала путь к политическому и материальному прогрессу, и это привело к формированию эллинистической элиты среди еврейского населения. Эллинизация породила напряжённость между евреями, придерживавшимися традиций, и их собратьями, которые приняли греческую культуру.
В 175 году до н. э. трон Селевкидов занял Антиох IV Эпифан. Вскоре после этого к Эпифану обратился Йешуа (Ясон), брат первосвященника Хоньо III (иногда по ошибке его путают с Ионатаном), с просьбой о назначении на должность первосвященника Израиля. Йешуа, сам полностью эллинизированный и называвший себя Ясон, пообещал увеличить дань, уплачиваемую городом, и установить в нём инфраструктуру греческого полиса, включая гимнасий и эфебион. Прошение Ясона было удовлетворено, но после 42-месячного правления он был изгнан Антиохом и вынужден бежать в Аммон. Тем временем Антиох IV дважды вторгся в Египет (в 170 г. до н. э. и в 169 г. до н. э.) и разгромил птолемеевские армии. Победы Антиоха были недолговечными. Его намерение объединить царства Селевкидов и Птолемеев встревожило быстро расширяющееся римское государство, которое потребовало, чтобы он вывел свои войска из Египта. Во время египетской кампании Антиоха в Иерусалиме распространился ложный слух о том, что он был убит. В этой неопределённости Ясон собрал отряд из 1000 последователей и попытался захватить Иерусалим штурмом. Атака была отбита, но когда сообщение о восстании дошло в Египет к Антиоху, он заподозрил иудейских подданных в нелояльности. В 168 году до н. э. Антиох IV напал на Иерусалим, разграбил храмовую казну и убил тысячи его жителей. Отказавшись от мягкой политики своего отца, Антиох IV издал декреты, запрещающие традиционные еврейские обряды и преследующие религиозных евреев. Храмовые ритуалы были прекращены, еврейское соблюдение субботы запрещено, и обрезание было объявлено вне закона.

### Строительство
Чтобы укрепить свою власть над городом, следить за событиями на Храмовой горе и защищать эллинизированное население в Иерусалиме, Антиох разместил в городе гарнизон:
Оградили город Давидов большою и крепкою стеною и крепкими башнями, и сделался он для них крепостью.
И поместили там народ нечестивый, людей беззаконных, и они укрепились в ней; запаслись оружием и продовольствием и, собрав добычи Иерусалимские, сложили там, и сделались большою сетью.
И было это постоянною засадою для святилища и злым диаволом для Израиля.
Они проливали невинную кровь вокруг святилища и оскверняли святилище.Первая книга Маккавейская, 1: 33—37
Название «Акра» произошло от греческого слова «акрополь» и означало возвышенное укреплённое место с видом на город. В Иерусалиме это слово стало символом антиеврейского язычества: крепость «нечестивых и злых». Доминировавшая как над городом, так и над окрестностями, крепость была занята не только греческим гарнизоном, но и эллинизированными евреями.

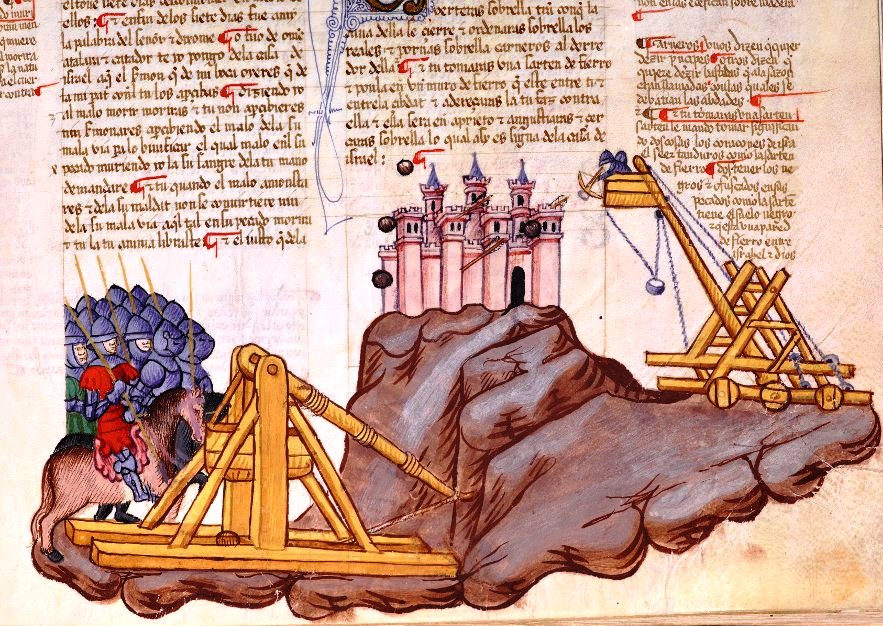
Иуда Маккавей осаждает Акру. Миниатюра из Библии Альбы, 1430 г.

Селевкидские репрессии и запрет религиозных ритуалов встретили сопротивление среди коренного населения. В то время как Антиох был занят на востоке в течение 167 года до н. э., священник Маттафия Хасмоней поднял восстание против его власти. И администрация Антиоха, и местная администрация не поняли масштабы восстания. В 164 году до н. э. Иуда Маккавей освободил Иерусалим и вновь освятил храм. Хотя окружающий город пал, Акра держалась. Маккавей осадил крепость, жители которой обратились с призывом к царю Селевкидов (теперь Антиоху V) за помощью. Силы Селевкидов была брошены на подавление восстания. Когда они осадили Бет-Цур, Маккавей был вынужден отказаться от своей осады Акры и сразиться с Антиохом. В последующей битве при Беф-Захарии Селевкиды одержали первую победу над Маккавеями, и Маккавей был вынужден уйти. Акра сохранялась в качестве греческой ещё 20 лет, в течение которых она выдержала несколько попыток Хасмонеев вытеснить греческий гарнизон.

### Разрушение
Иуда был убит в 160 году до н. э., и его сменил брат Ионатан, который попытался построить заграждение, чтобы отрезать пути снабжения Акры. Ионатан уже собрал силы, необходимые для этого, но он был вынужден противостоять вторжению армии Селевкидов под началом Диодота Трифона. Ионатан был приглашён на переговоры, где Трифон захватил его с сопровождающими и всех убил. Ионатана сменил другой брат, Симон, который осадил и, наконец, захватил Акру в 141 году до н. э. Два источника содержат информацию о судьбе Акры, хотя их сообщения противоречат друг другу. Согласно Иосифу Флавию, Симон разрушил Акру после изгнания её жителей, а затем велел срыть холм, на котором она стояла, чтобы холм был ниже храма. Тем самым Симон помешал любому будущему завоевателю Иерусалима его использовать против города. Сообщение в Первой книге Маккавеев рисует другую картину:
И умилосердился над ними Симон, и не сражался с ними, а только выгнал их из города, и очистил домы, в которых находились идолы, и так вошёл в город с славословиями и благословениями
И выбросил из него всё нечистое, и поселил там мужей, соблюдающих закон, и укрепил его, и устроил в нём для себя жилище.
Бывшим же в Иерусалимской крепости не позволяли ни входить, ни вступать в страну, ни покупать, ни продавать, и они терпели сильный голод, и многие из них погибли от голода.
Тогда воззвали они к Симону о мире, и он дал им его, но выгнал их оттуда и очистил крепость от осквернения,
и взошёл в неё в двадцать третий день второго месяца сто семьдесят первого года с славословиями, пальмовыми ветвями, с гуслями, кимвалами и цитрами, с псалмами и песнями, ибо сокрушён великий враг Израиля.
И установил каждогодно проводить этот день с весельем, и укрепил гору храма, находящуюся близ крепости, и поселился там сам и бывшие с ним.Первая книга Маккавейская, 13:47—52.
Таким образом, по этой версии Симон не сразу уничтожил Акру, но вместо этого занял её и даже мог проживать внутри неё. Первая книга Маккавеев не упоминает о дальнейшей судьбе Акры. Крепость представляла собой внутренний пункт для контроля над Иерусалимом и его окрестностями. Если она находится в городе Давида, как считает большинство учёных, её расположение мало добавило бы защиты Иерусалима от внешних угроз. Возможно, она перестала использоваться и была снесена в конце II века до н. э. после строительства хасмонейской крепости Барис (ивр. בִּירָה‎ — замок, крепость, место не идентифицировано) и дворца Хасмонеев в верхнем городе Иерусалима (юго-западный холм, древнейшая часть Иерусалима).
Профессор Бецалель Бар-Кохба предлагает другую теорию: Акра всё ещё стояла в 139 году до н. э., когда Антиох VII Сидет потребовал её от Симона вместе с Яффо и Гезером, двумя эллинизированными городами, захваченными Симоном. Симон был готов обсудить эти два города, но не упомянул об Акре. Именно в этот момент он, должно быть, определил её судьбу, чтобы не дать Селевкидам в будущем способ удерживать Иерусалим. Когда Антиох VII покорил город во время правления Гиркана I, все его требования были удовлетворены — кроме тех, которые требовали размещения гарнизона Селевкидов в городе. Возможно, Гиркан отказался, и Антиох принял отказ, потому что негде было разместить гарнизон, поскольку Акры уже не было. Таким образом, можно полагать, что Акра была разрушена Симоном примерно в 130-х годах до н. э.

## Расположение
Ритмейер назвал проблему местоположения Акры «одной из величайших археологических тайн» Иерусалима. До сих пор нет однозначного ответа на вопрос, где Акра была построена. Месторасположение Акры важно для понимания развития событий в Иерусалиме во время борьбы между Маккавеями и Селевкидами. Это стало предметом дебатов среди современных учёных. Наиболее подробное древнее описание устройства и местоположения Акры найдено в «Иудейских древностях» и в «Иудейской войне» Иосифа Флавия, где она описана как находящаяся в Нижнем городе, на холме с видом на Храм:
...срыв городские стены, укрепил находившийся в нижней части города холм, называвшийся Акрою. Этот холм был высок и господствовал над храмом; поэтому-то царь и укрепил его высокими стенами и башнями и поместил тут македонский гарнизон. Кроме того, в этой крепости остались также безбожники из народа и все гнусные люди, которые причинили своим согражданам много бедствий.«Иудейские древности»
Второй холм, названный Акрой, на котором стоял Нижний город, был, напротив, покат с обеих сторон. Против него лежал третий холм ниже Акры, от природы и прежде отделённый от неё широкой впадиной; но Асмонеи во время своего владычества заполнили эту долину, чтобы связать город с храмом; вместе с тем была снесена часть Акры; высота её понижена для того, чтобы храм возвышался над нею.«Иудейская война»
Месторасположением «нижней части города», в другом месте называемой «Нижний город», во времена Иосифа Флавия (I век н. э.) принято было считать юго-восточный холм Иерусалима, изначальный городской центр, традиционно известный как Город Давида. Однако это место, расположенное к югу от Храмовой горы, в наши дни значительно ниже, чем сама гора. Верхняя часть горы составляют около 30 метров (98 футов) над уровнем земли у южной подпорной стены более позднего Храма Ирода. Высота уменьшается к югу от этой точки. Иосиф Флавий, уроженец Иерусалима, был хорошо осведомлён об этом несоответствии, но тем не менее объяснял это тем, что Симон разрушил как Акру, так и холм, на котором она была построена. Однако археологические исследования к югу от Храмовой горы не выявили каких-либо доказательств для таких крупномасштабных работ. Напротив, раскопки в районе доказали существование жилья на территории холма с начала первого тысячелетия до н. э. до римских времён и сделали сомнительным предположение, что в эллинистические времена холм был значительно выше, чем во времена Иосифа, или что большой холм был срыт. Это привело многих исследователей к игнорированию сообщения Иосифа о местоположении Акры, итогом чего стало предложение нескольких альтернативных локаций. С 1841 года, когда Эдвард Робинсон предложил считать район возле Храма Гроба Господня территорией Акры, было выдвинуто по меньшей мере девять разных мест в Старом Иерусалиме и вокруг него.

### Западный холм
Несколько исследователей помещают Акру в Верхнем Городе на западном холме Иерусалима в районе, в настоящее время занятом Еврейским кварталом Старого Города. Они помещают Акру в полисе Антиохия (эллинистический полис, согласно Второй книге Маккавеев, расположенный в Иерусалиме). Этот предполагаемый новый город должен был быть построен по гипподамовой системе, и поэтому ему требовалась территория с плоским рельефом, которая есть только на западном холме. Кроме того, восточный край холма примыкает к Храмовой горе и выше её по высоте — две характеристики, приписываемые цитадели Селевкидов.
Противники этого местоположения указывают на то, что очень мало археологических или исторических свидетельств, подтверждающих создание эллинистического полиса в Иерусалиме, помимо того, что странно искать на западном холме полис, поскольку в эллинистический период Иерусалима этом холм был малонаселён. При раскопках в сегодняшнем еврейском квартале обнаружились признаки жилья со времён Первого Храма, а также обновления при Хасмонеях и Иродиадах, но от времён эллинистической оккупации находки скудны. Более 95 % амфор, найденных в Иерусалиме, были обнаружены в городе Давида, поэтому можно утверждать, что город ещё не распространился на западный холм во время правления Селевкидов. Кроме того, западный холм отделён от Храмовой горы и города Давида долиной Тиропоэн — а это явная тактическая помеха при любом возможном вмешательстве в события в стенах храма или в густонаселённых восточных секторах Иерусалима.

### К северу от храма
Акра не была первым эллинистическим укреплением в Иерусалиме. Источники указывают, что существовала более ранняя цитадель, Птолемеев Барис, которая также располагалась на территории, соседствовавшей с Храмом. Хотя точное местоположение Бариса всё ещё обсуждается, принято считать, что он стоял к северу от Храмовой горы на участке, позднее занятом крепостью Антония (Хасмонеев Барис). Барис исчез до Антиоха III на рубеже II века до н. э. и отсутствует во всех рассказах о маккавейском восстании. Несмотря на сообщения, что Акра была возведена в течение очень короткого промежутка времени, тем не менее она была достаточно мощной, чтобы выдерживать длительные осады. Эти факторы, в сочетании с упоминаниями, что Барис назывался Акрой, побудили некоторых предположить, что Барис и Акра были одним и тем же объектом. Хотя и Первая книга Маккавеев, и Иосиф Флавий, похоже, описывают Акру как новую конструкцию, возможно, это было не так. Текст из «Иудейских древностей» (12: 253) может быть переведён и так, что Акра уже стояла перед восстанием и что только македонский гарнизон был новым.
Коэн Декостер предположил, что Иосиф писал о «цитадели в нижней части города» для аудитории, которая была бы знакома с Иерусалимом I века н. э. — городом, в котором были две цитадели: крепость Антония и дворец Ирода. Поскольку Иерусалим при римском владычестве при жизни Иосифа Флавия расширился до более высокого западного холма, то «цитадель в нижнем городе» могла обозначать всё, что находилось к востоку от долины Тиропоэнов, включая крепость Антония, которая стояла к северу от Храма и действительно поднималась выше него и доминировала над ним. По мнению Декостера, это то самое место, которое, должно быть, имел в виду Иосиф, когда он писал об Акре.
Противники теории о северном расположении Акры считают, что эта версия не поддерживается историческими источниками, и что это помещает Акру вне жилой зоны Иерусалима. В отличие от предшествующих и последующих укреплений Иерусалима, Акра не предназначалась для защиты от внешней угрозы, а скорее для наблюдения за населением города. Эта её роль несовместима с предполагаемым северным местоположением.

### Укреплённый квартал в городе Давида
Имеющиеся источники указывают, что Акра стояла к югу от храма, и поскольку Первая книга Маккавеев — это современный событиям отчёт о восстании Маккавеев, его описание Акры считается самым надёжным. Иосиф Флавий даёт маловероятный рассказ о разрушении холма, на котором стояла Акра, но его описание конца Великого восстания (70 год н. э.) даёт дополнительные доказательства того, что Акра была расположена к югу от Храмовой горы:
… на следующий день они подожгли архив, Акру, здание совета и часть города, называвшуюся Офлой. Огонь распространился до дворца Елены, стоявшего в средине Акры.«Иудейская война» 6:6:3 
Поскольку все другие здания, упомянутые в тексте, стояли на юге в Нижнем городе, Акра тоже оказывается в той части города. Эта оценка свидетельствует о сохранении названия «Акра» в этой части Иерусалима через много лет после окончания эллинистического периода и разрушения крепости. В Первой книге Маккавеев можно прочитать нечто похожее:
Около пятисот человек из армии Никанора упали, а остальные бежали в город Давида.Первая книга Маккавейская, 7:32
И в дни его процветали в его руках, чтобы язычники были выведены из страны, как и люди в городе Давида в Иерусалиме, которые построили цитадель [греч. Акра], из которой они привыкли продвигаться вперёд и осквернять окрестности святилища и наносить большой ущерб его чистоте.Первая книга Маккавейская, 14:36
Они свидетельствуют о том, что после разорения Иерусалима Антиохом IV в 168 году до н. э., по крайней мере, часть города Давида к югу от Храмовой горы была восстановлена как укреплённый эллинистический квартал Иерусалима. Здесь была не просто цитадель, здесь была македонская колония, в которой жили еврейские ренегаты и сторонники нового режима. Это также подтверждается археологическими доказательствами, в том числе штампованными ручками амфор и 18 захоронениями, найденными в восточной части города Давида. Погребения относятся к началу II века н. э., их устройство нехарактерно для еврейских погребений эпохи Второго Храма, но похоже на другие известные эллинистические кладбища, такие как в Акре (Птолемаис).

### Другие версии
Даже если название «Акра» было применено ко всему эллинистическому кварталу, а не только к крепости, похоже, что цитадель находилась внутри этого квартала, чтобы защищать македонский гарнизон. Для эллинистического города было обычно, чтобы в ней была крепость на самой высокой точке среди обнесённой стеной территории. Таким образом, как часть более крупного анклава или же независимая часть своего окружения, цитадель, вероятно, стояла на северной оконечности города Давида к югу от Храмовой горы. Археологи пытались точно определить местоположение этой цитадели, используя находки из раскопок, проводимых в этом районе.
Йорам Цафрир предположил, что Акра располагалась под юго-восточным склоном Храмовой горы. Цафрир указал на прямой вертикальный шов в восточной стене каменной кладки в качестве свидетельства разных периодов строительства. К северу от шва находится ранняя часть стены, построенная из больших прямоугольных обтёсанных блоков. Эти блоки имеют с фасада выделенные края и уложены равномерно один над другим. Это эллинистический стиль строительства, отличающийся от конструкции времён иродиадов, видимой к югу от стыка. Хотя точная датировка этой конструкции не определена, Цафрир полагает, что это остатки оснований Акры, которые впоследствии были включены в перестроенную Иродом Храмовую платформу. Цафрир также указывает на значительное сходство методов строительства, видимых к северу от шва (включая использование камней трапециевидной формы), с использованием методов, используемых в селевкидском городе Перге в Малой Азии. Первая книга Mаккавеев (1:30) приписывает построение Акры некоему Аполлонию, названному «главный сборщиком» Антиоха III (ивр. שר-המיסים‎, Сар Хамисим), что, судя по всему, является древним неверным переводом или его первоначальным титулом как вождя (שר‎, Sar) из Мизии.
Меир Бен-Дов считал, что Акра стояла к югу от ворот Хульды на южной стене платформы Храма Ирода. Раскопки Бенджамина Мазара в 1968—1978 годах на холме Офель в районе, прилегающем к южной части платформы, открыли фундамент массивной структуры и большую цистерну, возможно, относящиеся к эллинистическому периоду. Они были условно идентифицированы как остатки Акры, со структурой из рядов небольших смежных комнат, считающихся остатками казармы. Эти сооружения были построены и разрушены в течение хасмонейского периода, что соответствует описанию Иосифа Флавия. Позже хасмонейские конструкции были срыты, чтобы создать площадь перед главными воротами на платформе Храма во время перестройки Ирода.
Несколько цистерн под самой Храмовой горой также были идентифицированы как возможные остатки цитадели Селевкидов. К ним относится цистерна в форме буквы E на 700 000 галлонов (называемая сейчас цистерна Акры или цистерна Офель), северный край которой примыкает к предлагаемой южной линии участка Храмовой горы до её расширения Иродом. Это сооружение было упомянуто в Mishnah, Erubin Tract 10.14 как «be’er haqar» или «bor heqer», что переведено, возможно, неправильно, как «холодный колодец». Дополнительные доказательства существования Акры появились из случайного открытия фрагментарной греческой надписи в Старом городе Иерусалима, опубликованной Шимоном Аппельбаумом. Надпись представляет собой фрагмент верхушки стелы из песчаника и, предположительно, представляет собой текст присяги, приносимой солдатами в Акра, хотя чтение названия «Акра» в тексте было оспорено.

## Открытия 2015 года
В ноябре 2015 года Управление древностей Израиля объявило о возможном обнаружении Акры. Согласно археологам Дорону Бен-Ами, Яне Чехановец и Саломее Коэн, проводившим раскопки на парковке Гивати, прилегающей с юга к городу Давида, они обнаружили массив жилых строений и укреплений, которые они идентифицировали как Акру. Это помещает её на холме Офель, немного южнее предыдущих предлагаемых локаций. Находки включают крепостные стены, сторожевую башню размером 4 на 20 метров и гласис. На месте были обнаружены бронзовые наконечники стрел, свинцовые камни и камни баллисты, отмеченные трезубцем, эмблемой Антиоха IV Эпифана. Это свидетельствует о военном характере места и его осаде. При раскопках найдены монеты от Антиоха IV до Антиоха VII, а также множество керамики со штампами.
Однако теория о расположении Акры на Гивати была подвергнута критике из-за того, что это место расположено слишком низко, чтобы наблюдать и контролировать Храмовую гору, как это описано в литературных источниках.